# Iwasaki Yuji
Yuji Iwasaki (sinh ngày 18 tháng 6 năm 1972) là một cầu thủ bóng đá người Nhật Bản.

## Sự nghiệp câu lạc bộ
Yuji Iwasaki đã từng chơi cho JEF United Ichihara.